# Esterer (Unternehmen)
Die Dr.-Ing. Ulrich Esterer GmbH & Co. Fahrzeugaufbauten und Anlagen KG ist ein deutsches Unternehmen aus Helsa, das bundesweit führender Hersteller von Straßentankwagen und weltweit führender Hersteller von Fahrzeugen zur Flugfeldbetankung ist. Jährlich werden rund 300 Fahrzeuge gefertigt, deren Chassis von Mercedes-Benz, MAN, Volvo oder Scania stammen und in rund 70 Länder weltweit geliefert werden.

## Geschichte

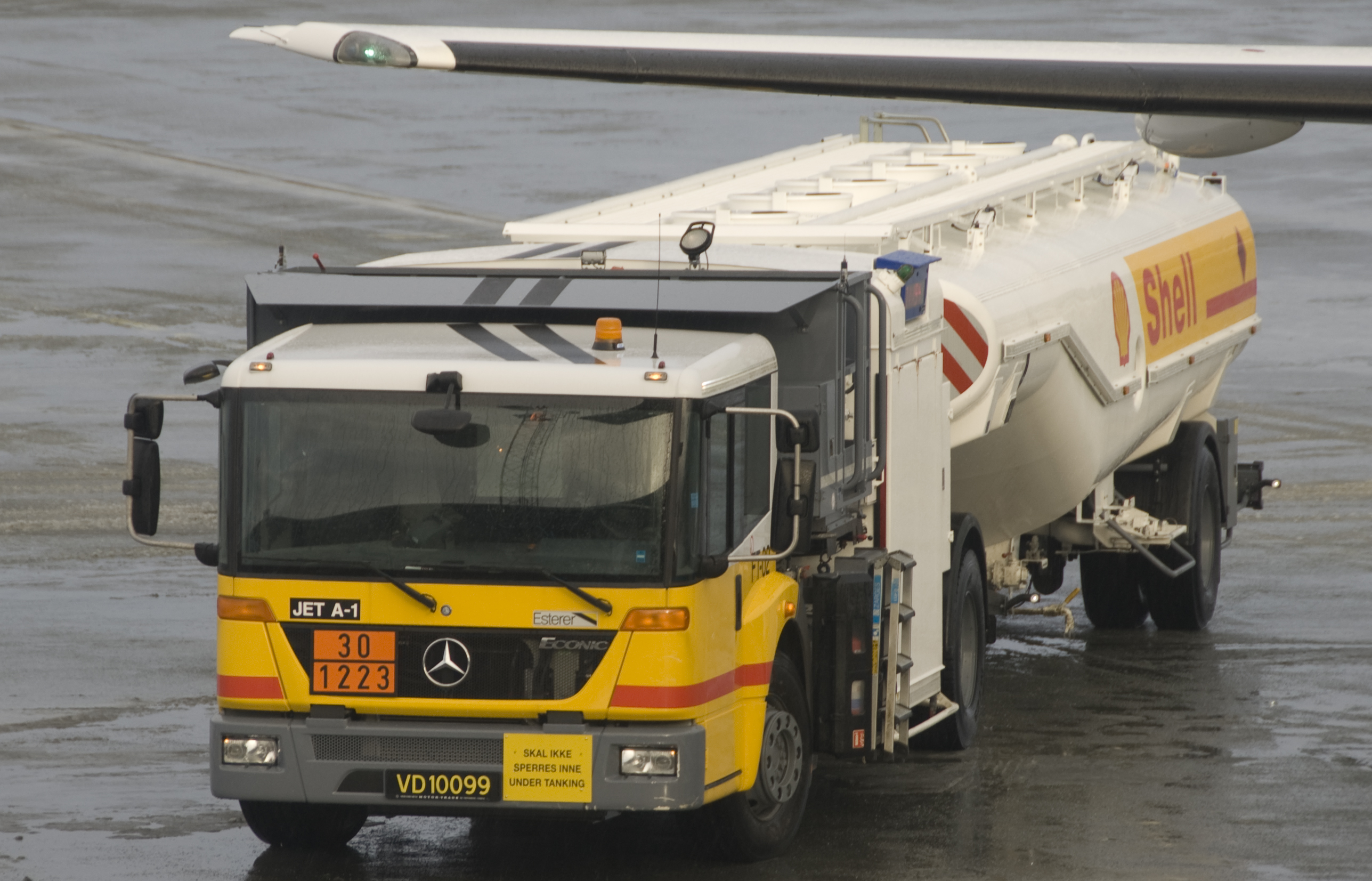
Tankwagen von Esterer (Aufkleber) auf Basis eines Mercedes-Benz Econic

Im Jahr 1955 wurde die Dr.-Ing. Ulrich Esterer GmbH & Co. Fahrzeugaufbauten und Anlagen KG mit der Übernahme eines Esso-Reparaturwerkes in Helsa von Ulrich Esterer gegründet. Drei Jahre später wurde der erste Straßentankwagen hergestellt, dessen Export 1972 begann. Ein Jahr nach Einstieg von Harold Esterer in das mittelständische Unternehmen 1974 begann der Bau von Fahrzeugen zur Flugfeldbetankung. 1986 folgte die Übergabe des Unternehmens von Ulrich Esterer an seinen Sohn Harold Esterer, der es zusammen mit seiner Tochter Julia Esterer (seit 2008) bis heute führt. 2006 wurde der weltweit erste schlauchlose Dispenser an den Flughafen Frankfurt Main geliefert.
Zwischenzeitliche Unternehmensstandorte in Eschwege, Pfaffenhofen an der Ilm, Stade und Neu-Ulm wurden mittlerweile wieder geschlossen. 2011 wurde das Unternehmen mit dem renommierten „International Forum (IF) Product Design Award 2010“ ausgezeichnet.